# Revisione vivente
Nell'editoria accademica, una revisione vivente (in inglese: living review) è un articolo di revisione che viene aggiornato a intervalli regolari per riflettere le ultime ricerche.
Le revisioni viventi sono tipicamente pubblicate online. A differenza di una rivista stampata, i lettori vengono informati delle versioni più recenti. Mentre ogni versione deve essere citata separatamente, una revisione vivente funge da controllo di versione per lo stato della ricerca.
Ad esempio, la prima versione di un articolo pubblicato su Living Reviews in Relativity è stata:
- C. Rovelli, Loop Quantum Gravity, in Living Reviews in Relativity, vol. 1, 26 gennaio 1998,  p. 1, Bibcode:1998LRR.....1....1R, DOI:10.12942/lrr-1998-1, PMC 5567241, PMID 28937180, arXiv:gr-qc/9710008.

Nel 2008 è stata prodotta una versione più aggiornata:
- C. Rovelli, Loop Quantum Gravity, in Living Reviews in Relativity, vol. 11, 15 luglio 2008,  p. 5, Bibcode:2008LRR....11....5R, DOI:10.12942/lrr-2008-5, PMC 5256093, PMID 28179822.

Gli autori e i titoli delle revisioni viventi di solito rimangono gli stessi da una versione all'altra, anche se ciò non è sempre vero. Anche il titolo della revisione di solito rimane invariato, sebbene gli sviluppi possano richiedere revisioni del titolo per riflettere le ultime ricerche.
Living Reviews (per l'astrofisica) e il Cochrane Database of Systematic Reviews (per la medicina) sono esempi di riviste accademiche che pubblicano revisioni viventi.